# Torrholmen, Larsmo
Torrholmen är en ö i Finland. Den ligger i sjön Larsmosjön och i kommunen Larsmo i den ekonomiska regionen  Jakobstadsregionen  och landskapet Österbotten, i den centrala delen av landet, 400 km norr om huvudstaden Helsingfors. Öns area är 26,1 hektar och dess största längd är 1 kilometer i nord-sydlig riktning.
Öns högsta punkt är 12 meter över havet.